# فرودگاه صحرایی دوک
فرودگاه صحرایی دوک (به انگلیسی: Duke Field) یک فرودگاه است . این فرودگاه در کشور ایالات متحده آمریکا قرار دارد .